# 観音寺 (台東区)
観音寺（かんのんじ）は、東京都台東区にある真言宗豊山派の寺院。

## 歴史
1611年（慶長16年）、尊雄によって開山された。元々は神田に位置していたが、1648年（慶安元年）に谷中へ、1680年（延宝8年）に現在地に移転した。
当初の名称は「長福寺」であった。ところが1716年（享保元年）、紀州藩の藩主だった徳川吉宗が第8代将軍の位に就き、長男の長福丸（後の第9代将軍徳川家重）が将軍世子となった。将軍世子と同名になってしまったため、幕府に憚って「観音寺」に改称した（避諱）。
1772年（明和9年）の明和の大火では、伽藍を悉く焼失してしまった。その後、再建されたが、1923年（大正12年）の関東大震災では、かなりの損傷を受けた。そのため当時の住職が再建を発願し、1943年（昭和18年）に再建された。これまでの本尊は如意輪観音と不空羂索観音であったが、このときに大日如来と阿弥陀如来に差し替えられた。

## 築地塀
当寺は築地塀の寺としても知られている。当寺南面37.6メートルの塀である。練り塀の工法で造られたもので、文政年間（1818年 - 1831年）に築造された。平成時代には1992年（平成4年）に「台東区まちかど賞」を受賞して、2000年（平成12年）に国の登録有形文化財に登録されている。

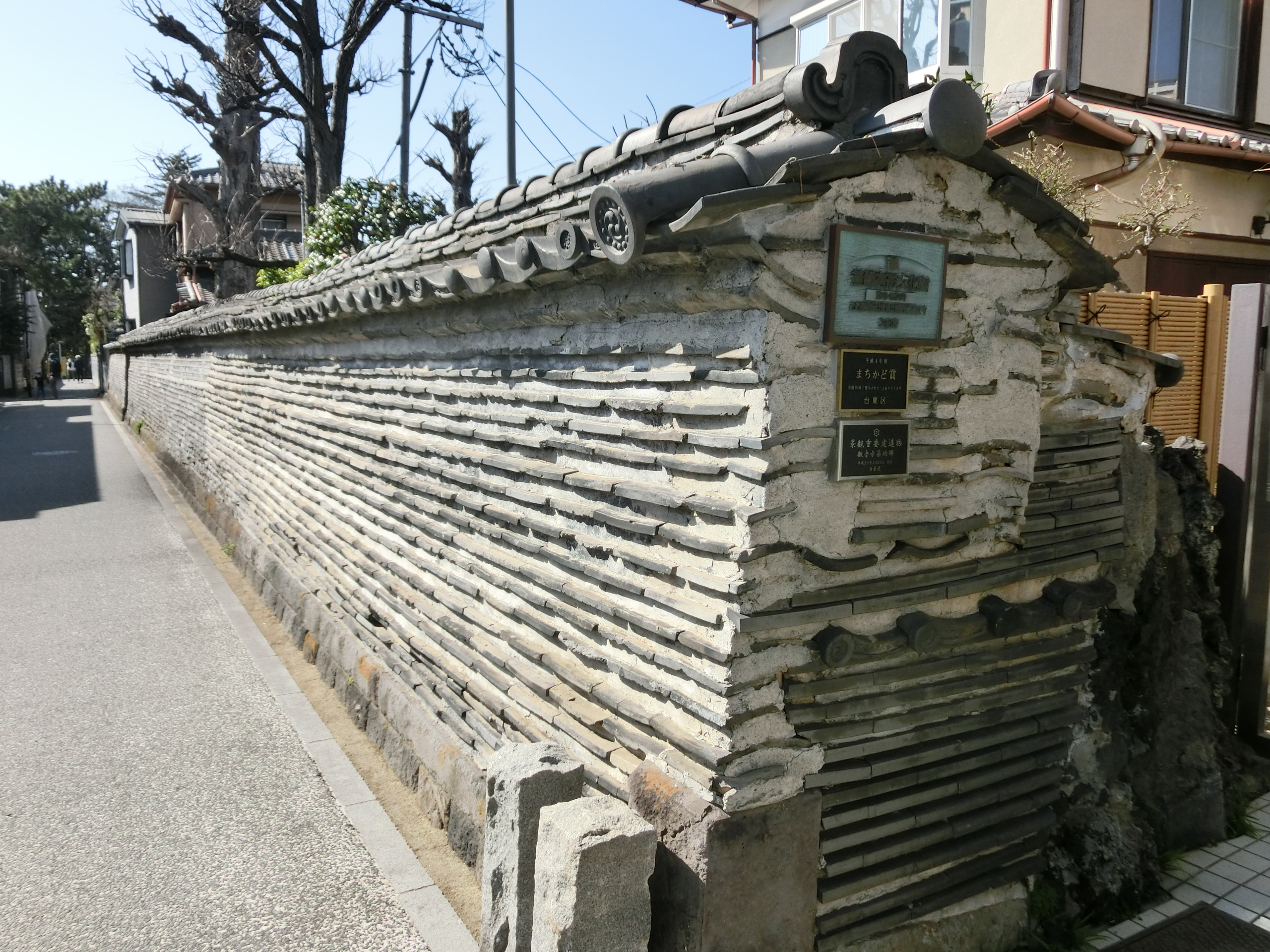
築地塀（登録有形文化財）

## 文化財
- 観音寺築地塀（登録有形文化財(建造物) 平成12年登録）[4]

## 交通アクセス
- JR東日本日暮里駅より徒歩約5分（経路案内）。
- 千代田線千駄木駅1番出口より徒歩約9分（経路案内）。